# Сан-Фаліу-Сасерра
Сан-Фалі́у-Сасе́рра (кат. Sant Feliu Sasserra) - муніципалітет, розташований в Автономній області Каталонія, в Іспанії. Код муніципалітету за номенклатурою Інституту статистики Каталонії - 82129. Знаходиться у районі (кумарці) Бажас (коди району - 07 та BG) провінції Барселона, згідно з новою адміністративною реформою перебуватиме у складі Баґарії (округи) Центральна Каталонія. 

## Населення
Населення міста (у 2007 р.) становить 612 осіб (з них менше 14 років - 11,6%, від 15 до 64 - 65,5%, понад 65 років - 22,9%). У 2006 р. народжуваність склала 2 особи, смертність - 6 осіб, зареєстровано 4 шлюби. У 2001 р. активне населення становило 299 осіб, з них безробітних - 13 осіб.

Серед осіб, які проживали на території міста у 2001 р., 589 народилися в Каталонії (з них 396 осіб у тому самому районі, або кумарці), 27 осіб приїхало з інших областей Іспанії, а 38 осіб приїхало з-за кордону. 

Університетську освіту має 7% усього населення. 

У 2001 р. нараховувалося 218 домогосподарств (з них 20,6% складалися з однієї особи, 22,9% з двох осіб,17,9% з 3 осіб, 23,4% з 4 осіб, 6,9% з 5 осіб, 6,4% з 6 осіб, 1,4% з 7 осіб, 0,5% з 8 осіб і 0% з 9 і більше осіб).

Активне населення міста у 2001 р. працювало у таких сферах діяльності : у сільському господарстві - 8%, у промисловості - 44,8%, на будівництві - 14,7% і у сфері обслуговування - 32,5%. 

 У муніципалітеті або у власному районі (кумарці) працює 244 особи, поза районом - 128 осіб.

### Безробіття
У 2007 р. нараховувалося 11 безробітних (у 2006 р. - 18 безробітних), з них чоловіки становили 18,2%, а жінки - 81,8%.

## Економіка

### Підприємства міста

#### Промислові підприємства
| \| Промислові підприємства міста, за сферою діяльності \| Промислові підприємства міста, за сферою діяльності \| Промислові підприємства міста, за сферою діяльності \| \| Рік \| 2002 р. \| 2001 р. \| \| --------------------------------------------------- \| --------------------------------------------------- \| --------------------------------------------------- \| \| Енергетичні та водні ресурси \| 5% \| 5% \| \| Хімія та метали \| 0% \| 0% \| \| Переробка металів \| 10% \| 10% \| \| Продукти харчування \| 15% \| 15% \| \| Текстиль \| 50% \| 50% \| \| Виробництво меблів, видання \| 10% \| 10% \| \| Інше \| 10% \| 10% \| \| Усього підприємств \| 20 \| 20 \| |         |         |
| Промислові підприємства міста, за сферою діяльності |         |         |
| Рік | 2002 р. | 2001 р. |
| Енергетичні та водні ресурси | 5%      | 5%      |
| Хімія та метали | 0%      | 0%      |
| Переробка металів | 10%     | 10%     |
| Продукти харчування | 15%     | 15%     |
| Текстиль | 50%     | 50%     |
| Виробництво меблів, видання | 10%     | 10%     |
| Інше | 10%     | 10%     |
| Усього підприємств | 20      | 20      |

#### Роздрібна торгівля
| \| Підприємства роздрібної торгівлі міста, за сферою діяльності \| Підприємства роздрібної торгівлі міста, за сферою діяльності \| Підприємства роздрібної торгівлі міста, за сферою діяльності \| \| Рік \| 2002 р. \| 2001 р. \| \| ------------------------------------------------------------ \| ------------------------------------------------------------ \| ------------------------------------------------------------ \| \| Продукти харчування \| 54,5% \| 54,5% \| \| Одяг та взуття \| 9,1% \| 9,1% \| \| Товари для дому \| 9,1% \| 9,1% \| \| Книги та періодичні видання \| 0% \| 0% \| \| Промислова хімічна продукція \| 9,1% \| 9,1% \| \| Продукція, пов'язана з транспортними засобами \| 0% \| 0% \| \| Інше \| 18,2% \| 18,2% \| \| Усього підприємств \| 11 \| 11 \| |         |         |
| Підприємства роздрібної торгівлі міста, за сферою діяльності |         |         |
| Рік | 2002 р. | 2001 р. |
| Продукти харчування | 54,5%   | 54,5%   |
| Одяг та взуття | 9,1%    | 9,1%    |
| Товари для дому | 9,1%    | 9,1%    |
| Книги та періодичні видання | 0%      | 0%      |
| Промислова хімічна продукція | 9,1%    | 9,1%    |
| Продукція, пов'язана з транспортними засобами | 0%      | 0%      |
| Інше | 18,2%   | 18,2%   |
| Усього підприємств | 11      | 11      |

#### Сфера послуг
| \| Підприємства міста, що працюють у сфері послуг, за діяльністю \| Підприємства міста, що працюють у сфері послуг, за діяльністю \| Підприємства міста, що працюють у сфері послуг, за діяльністю \| \| Рік \| 2002 р. \| 2001 р. \| \| ------------------------------------------------------------- \| ------------------------------------------------------------- \| ------------------------------------------------------------- \| \| Гуртова торгівля \| 0% \| 6,7% \| \| Готелі та готельний бізнес \| 20% \| 20% \| \| Транспорт та зв'язок \| 6,7% \| 6,7% \| \| Посередницькі фінансові послуги \| 6,7% \| 6,7% \| \| Послуги підприємствам \| 0% \| 0% \| \| Послуги фізичним особам \| 66,7% \| 60% \| \| Нерухомість та ін. \| 0% \| 0% \| \| Усього підприємств \| 15 \| 15 \| |         |         |
| Підприємства міста, що працюють у сфері послуг, за діяльністю |         |         |
| Рік | 2002 р. | 2001 р. |
| Гуртова торгівля | 0%      | 6,7%    |
| Готелі та готельний бізнес | 20%     | 20%     |
| Транспорт та зв'язок | 6,7%    | 6,7%    |
| Посередницькі фінансові послуги | 6,7%    | 6,7%    |
| Послуги підприємствам | 0%      | 0%      |
| Послуги фізичним особам | 66,7%   | 60%     |
| Нерухомість та ін. | 0%      | 0%      |
| Усього підприємств | 15      | 15      |

## Житловий фонд
У 2001 р. 0,5% усіх родин (домогосподарств) мали житло метражем до 59 м2, 14,2% - від 60 до 89 м2, 60,6% - від 90 до 119 м2 і
24,8% - понад 120 м2.

З усіх будівель у 2001 р. 63,2% було одноповерховими, 33,2% - двоповерховими, 2,4
% - триповерховими, 0,4% - чотириповерховими, 0,8% - п'ятиповерховими, 0% - шестиповерховими,
0% - семиповерховими, 0% - з вісьмома та більше поверхами.

## Автопарк
| \| Автомобілі, зареєстровані у місті, за призначенням \| Автомобілі, зареєстровані у місті, за призначенням \| Автомобілі, зареєстровані у місті, за призначенням \| \| Рік \| 2006 р. \| 2005 р. \| \| -------------------------------------------------- \| -------------------------------------------------- \| -------------------------------------------------- \| \| Приватні автомобілі \| 59,7% \| 61,1% \| \| Мотоцикли \| 10,7% \| 10,4% \| \| Вантажівки \| 25,7% \| 25,1% \| \| Трактори \| 0,2% \| 0,4% \| \| Автобуси та ін. \| 3,7% \| 3,1% \| \| Усього автомобілів \| 571 шт. \| 550 шт. \| |         |         |
| Автомобілі, зареєстровані у місті, за призначенням |         |         |
| Рік | 2006 р. | 2005 р. |
| Приватні автомобілі | 59,7%   | 61,1%   |
| Мотоцикли | 10,7%   | 10,4%   |
| Вантажівки | 25,7%   | 25,1%   |
| Трактори | 0,2%    | 0,4%    |
| Автобуси та ін. | 3,7%    | 3,1%    |
| Усього автомобілів | 571 шт. | 550 шт. |

## Вживання каталанської мови
У 2001 р. каталанську мову у місті розуміли 97,4% усього населення (у 1996 р. - 99,2%), вміли говорити нею 91,6% (у 1996 р. - 
97,1%), вміли читати 87,5% (у 1996 р. - 92%), вміли писати 57,5
% (у 1996 р. - 59,1%). Не розуміли каталанської мови 2,6%.

## Політичні уподобання
У виборах до Парламенту Каталонії у 2006 р. взяло участь 328 осіб (у 2003 р. - 400 осіб). Голоси за політичні сили розподілилися таким чином:
| \| Вибори до Парламенту Каталонії \| Вибори до Парламенту Каталонії \| Вибори до Парламенту Каталонії \| \| Рік \| 2006 р. \| 2003 р. \| \| -------------------------------------- \| ------------------------------ \| ------------------------------ \| \| Конвергенція та Єднання (CiU) \| 53,4% \| 50,2% \| \| Соціалістична партія Каталонії (PSC) \| 7,9% \| 5,5% \| \| Народна партія (PP) \| 4,6% \| 4,5% \| \| Ініціатива за зелену Каталонію (IC) \| 1,8% \| 1% \| \| Республіканська лівиця Каталонії (ERC) \| 31,1% \| 38,2% \| \| Громадянська партія (C's) \| 0,6% \| 0% \| \| Інші \| 0,6% \| 0,5% \| |         |         |
| Вибори до Парламенту Каталонії |         |         |
| Рік | 2006 р. | 2003 р. |
| Конвергенція та Єднання (CiU) | 53,4%   | 50,2%   |
| Соціалістична партія Каталонії (PSC) | 7,9%    | 5,5%    |
| Народна партія (PP) | 4,6%    | 4,5%    |
| Ініціатива за зелену Каталонію (IC) | 1,8%    | 1%      |
| Республіканська лівиця Каталонії (ERC) | 31,1%   | 38,2%   |
| Громадянська партія (C's) | 0,6%    | 0%      |
| Інші | 0,6%    | 0,5%    |

У муніципальних виборах у 2007 р. взяло участь 217 осіб (у 2003 р. - 302 особи). Голоси за політичні сили розподілилися таким чином:
| \| Муніципальні вибори \| Муніципальні вибори \| Муніципальні вибори \| \| Рік \| 2007 р. \| 2003 р. \| \| -------------------------------------- \| ------------------- \| ------------------- \| \| Конвергенція та Єднання (CiU) \| 0% \| 0% \| \| Соціалістична партія Каталонії (PSC) \| 0% \| 0% \| \| Народна партія (PP) \| 0% \| 0% \| \| Ініціатива за зелену Каталонію (IC) \| 0% \| 0% \| \| Республіканська лівиця Каталонії (ERC) \| 100% \| 100% \| \| Громадянська партія (C's) \| 0% \| 0% \| \| Інші \| 0% \| 0% \| |         |         |
| Муніципальні вибори |         |         |
| Рік | 2007 р. | 2003 р. |
| Конвергенція та Єднання (CiU) | 0%      | 0%      |
| Соціалістична партія Каталонії (PSC) | 0%      | 0%      |
| Народна партія (PP) | 0%      | 0%      |
| Ініціатива за зелену Каталонію (IC) | 0%      | 0%      |
| Республіканська лівиця Каталонії (ERC) | 100%    | 100%    |
| Громадянська партія (C's) | 0%      | 0%      |
| Інші | 0%      | 0%      |